# 小柳皓正
小柳 皓正（こやなぎ てるまさ、1940年9月2日 - 2005年2月19日）は、日本の経営者。西武鉄道社長を務めた。

## 来歴・人物
佐賀県出身。1964年に東京大学法学部を卒業し、同年に運輸省に入省。1993年6月に西武鉄道常務に就任し、2003年に専務を経て、2004年1月には社長に就任し、経営再建に奔走するが、2005年1月に辞任。
2005年2月19日に東京都町田市の自宅で自殺。64歳没。